# Lauromacromia picinguaba
Lauromacromia picinguaba là loài chuồn chuồn trong họ Synthemistidae. Loài này được Carvalho, Salgado, & Werneck-de-Carvalho mô tả khoa học đầu tiên năm 2004.